# بریتنی تا ابد
بریتنی تا ابد (به انگلیسی: Britney Ever After) یک تله‌فیلم درام زندگی‌نامه‌ای آمریکایی ۲۰۱۷ به کارگردانی لسلی لیبمن و نویسندگی آن-ماری هس است. این فیلم مبتنی بر زندگی بریتنی اسپیرز است. این فیلم در ۱۸ فوریه ۲۰۱۷ در لایف‌تایم پخش شد.
این فیلم یک زندگی‌نامه غیررسمی است، زیرا نه اسپیرز و نه تیم وی هیچ مشارکتی در این پروژه نداشتند.